# En fyra för tre
En fyra för tre är en svensk TV-serie producerad av MTV Produktion som hade sina första sändningar 1996–1997 i TV4. Serien är baserad på den amerikanska serien Three's Company, som i sin tur är baserad på den brittiska serien Man About the House; nästan helt ordagrant översatt från sin amerikanska förlaga. En fyra för tre släpptes på DVD 2008 av Scanbox.
Serien gjordes i totalt 43 avsnitt, 25 minuter långa, uppdelat i fyra säsonger. De olika avsnitten byggde på situationskomedi och motsättningar mellan tre ungdomar (spelade av Lina Perned, Anna Jacobsson och Göran Gillinger) i en fyrarums lägenhet, och deras hyresvärd i form av ett äldre par (spelade av Björn Gustafson och Birgitta Andersson).

## Handling
Serien utspelar sig i Uppsala och kretsar kring ett äldre par, Lennart och Margareta, som hyr ut övervåningen i sitt hus till två unga tjejer, Jessica och Kristin. Dagen efter en blöt fest hittar de studenten Tobias som ligger och sover i flickornas badkar. Tobias, som pluggar till kock, saknar eget boende och får erbjudande av tjejerna att flytta in hos dem. Den gnällige hyresvärden Lennart vill först inte tillåta Tobias att flytta in, eftersom han inte vill ha "några sexorgier" i huset. När Jessica ljuger för Lennart och säger att Tobias är homosexuell och inte alls intresserad av tjejerna får han flytta in i lägenheten, men det gäller för både Tobias och tjejerna att hålla sig till planen, vilket blir en del av seriens största konflikter. Margareta får dock veta att Tobias inte är homosexuell, men snäll som hon är lovar hon att hålla det hemligt för Lennart. Mitt i röran dyker Tobias kompis Lasse upp ibland och ställer till det för Tobias.
Den knarrige Lennart uppehåller ofta hellre sina vandrande pinnar än myser med sin levnadsglada och sexfixerade hustru Margareta, som i sin tur alltid är beredd att försvara ungdomarna vid krissituationer (där bland annat försenade hyresbetalningar upprepar sig). I fjärde säsongen flyttar Lennart och Margareta, varefter trion får tampas med den nya dansbands-diggande hyresvärden Bjarne. 

## Rollista (i urval)
| Björn Gustafson    | – Lennart Björk                    |
| Birgitta Andersson | – Margareta "Maggan" Björk         |
| Lina Perned        | – Kristin Asplund                  |
| Anna Jacobsson     | – Jessica Persson                  |
| Göran Gillinger    | – Tobias "Tobbe" Hultgren          |
| Robin Stegmar      | – Lasse                            |
| Göran Ragnerstam   | – Bjarne Torstensson/studierektorn |
| Vanna Rosenberg    | – Lisa Bergqvist                   |

## Avsnitt

### Säsong 1
| Nr | Titel                    | Första sändningsdatum |
| -- | ------------------------ | --------------------- |
| 1  | "En karl i huset"        | 6 februari 1996       |
| 2  | "En fyra för mamma"      | 13 februari 1996      |
| 3  | "Hundslit"               | 20 februari 1996      |
| 4  | "Hyra på vift"           | 27 februari 1996      |
| 5  | "Blommande fjäll-Björk"  | 5 mars 1996           |
| 6  | "Egen härd är guld värd" | 12 mars 1996          |
| 7  | "Bilturer"               | 19 mars 1996          |
| 8  | "Extra-näck"             | 2 april 1996          |
| 9  | "Tuffe Tobbe"            | 9 april 1996          |
| 10 | "Minnesluckan"           | 15 april 1996         |

### Säsong 2
| Nr | Titel                  | Första sändningsdatum |
| -- | ---------------------- | --------------------- |
| 1  | "Fågelkvitter"         | 10 september 1996     |
| 2  | "Tobbes verkliga jag"  | 17 september 1996     |
| 3  | "Lennart – förföraren" | 24 september 1996     |
| 4  | "Dubbelsnuva"          | 1 oktober 1996        |
| 5  | "Fördärvsarbete"       | 8 oktober 1996        |
| 6  | "Ju fler kockar..."    | 15 oktober 1996       |
| 7  | "Rådd att flyga"       | 22 oktober 1996       |
| 8  | "Spanska sjukan"       | 29 oktober 1996       |

### Säsong 3
| Nr | Titel                      | Första sändningsdatum |
| -- | -------------------------- | --------------------- |
| 1  | "Maggans mystiska möte"    | 7 januari 1997        |
| 2  | "Däremellan kommer fastan" | 14 januari 1997       |
| 3  | "Julgrannar"               | 21 januari 1997       |
| 4  | "Presentproblem"           | 28 januari 1997       |
| 5  | "En brud för mycket"       | 4 februari 1997       |
| 6  | "Lennart buggar"           | 11 februari 1997      |
| 7  | "Ung kärlek"               | 18 februari 1997      |
| 8  | "Sekten är värst"          | 25 februari 1997      |
| 9  | "Karriärliv"               | 4 mars 1997           |
| 10 | "Partypajaren"             | 11 mars 1997          |
| 11 | "Kära dagbok"              | 18 mars 1997          |
| 12 | "En övermogen kvinna"      | 25 mars 1997          |

### Säsong 4
| Nr | Titel                | Första sändningsdatum |
| -- | -------------------- | --------------------- |
| 1  | "Lisas comeback"     | 26 augusti 1997       |
| 2  | "Mutbrott"           | 2 september 1997      |
| 3  | "Stjärnsmällen"      | 9 september 1997      |
| 4  | "Syskonbädd"         | 16 september 1997     |
| 5  | "Jubelchock"         | 23 september 1997     |
| 6  | "En ding, ding värd" | 30 september 1997     |
| 7  | "Hjärtespalten"      | 7 oktober 1997        |
| 8  | "Bjarnes överman"    | 14 oktober 1997       |
| 9  | "Obesvärad kärlek"   | 21 oktober 1997       |
| 10 | "Kvinnofällan"       | 28 oktober 1997       |
| 11 | "Flyttgröt"          | 4 november 1997       |
| 12 | "Livräddarna"        | 11 november 1997      |
| 13 | "Babyjoller"         | 18 november 1997      |